# Perieți (Ialomița)
Perieţi é uma comuna romena localizada no distrito de Ialomiţa, na região de Muntênia. A comuna possui uma área de 77.45 km² e sua população era de 3591 habitantes segundo o censo de 2007.